# Бобовац
Бобовац је једна од најзначајнијих тврђава српске средњовековне државе у Босни, која је са Краљевом Сутјеском чинила престоницу још од доба Стефана II Котроманића. Почетком XV века градска црква је прерађена као краљевска гробница и у њој су сахрањени последњи владари из династије Котроманића, изузев Стефана Томашевића. Данас има врло мало надземних остатака, некада моћне утврде која се налазила недалеко од данашњег Вареша. Некадашња краљевска гробница је обновљена, али постоје велике сумње у аутентичност обновљеног објекта.

## Положај Бобовца
Бобовац је подигнут на стрмој и степенастој падини већег планинског масива, а подножје косе на којој се налази је са три стране опкољено Мијаковском реком и Буковицом које се под њим спајају. Иако су и Мијаковска река и Буковица само речице, оне никада не пресушују што је додатно отежавало могућност дуже опсаде града.
Тврђави је могуће прићи из два правца:
- од Краљеве Сутјеске стрмим и неравним путем (5 km)
- Од Вареша макадамским путем до села Драговића и одатле уском стазом до тврђаве (1 km)

## Прошлост Бобовца
Тврђаву је подигао бан Стефан II Котроманић у првој половини XIV века, а први сачувани помен Бобовца је датиран у 1349. годину. Од свог настанка, па скоро до самог краја средњовековне државе у Босни Бобовац је чинио утврђени део престонице. Други део престонице чинио је дворац у Краљевој Сутјесци (удаљеној 5km) који није био утврђен. Од настанка краљевине у њему су се чувале крунске драгоцености односно краљевски венац. Значај Бобовца је додатно појачан почетком XV века, када је стара црква у тврђави прерађена у краљевску гробницу династије Котроманића, највероватније по налогу краља Стефана Остоје. Последњи деспот Србије и краљ Босне Стефан Томашевић (1459, 1461-1463) је због опасности од Турака преместио престоницу на запад у Јајце. Турци су након освајања Бобовца разрушили већи део града, али су га обновили када су се учврстили у овим крајевима. Стална војна постава постојала је у њему све до 1626. године када је тврђава изгубила свој стратешки значај, пошто се нашла дубоко у унутрашњости Отоманске империје и од тада је препуштена зубу времена.
У својој историји Бобовац је доживео три опсаде:
1. 1350. - Током сукоба са Стефаном II град је неуспешно опсео цар Стефан Душан.
2. 1407. - Мађари освајају у септембру град у покушају да на престо врате свог кандидата Стефана Остоју.
3. 1463. - Турци опседају и освајају тврђаву чиме је средњовековна држава у Босни престала да постоји.

### Пад Бобовца (19. мај - 21. мај)
Турци су своју опсаду отпочели 19. мајa 1463. године, а већ три дана касније заузели су град. Брзо турско освајање Бобовца изненадио је и деморалисао целокупну тадашњу Босну. Најтврђи град тадашње Босне, за који се сматрало да је практично неосвојив и да може издржати и двогодишњу опсаду ако затреба, град који није успео да освоји ни цар Душан Силни пред којим је и Сер поклекао, пао је пред Турцима након само три дана борбе.
Након што се вест о паду Бобовца прочула, већи део градова (Високо,...) је без борбе отворио капије и предао се Турцима. Вест је изненадила и краља Стефана Томашевића који се надао да ће Бобовац задржати Турке довољно дуго да он успе да сакупи војску и добије помоћ са Запада за одбрану Босне. Томашевић је због тога био приморан да се са малобројном посадом Кључа супротстави Турцима, којима је након обећања да ће он и посада бити поштеђени предао град (као што је учинио са Смедеревом 1459. године). Међутим, чим су Турци ушли у град последњем краљу Босне је на лицу места одрубљена глава.
Данас није познато шта је био узрок брзог пада Бобовца и о томе постоје две верзије. Према првој, Турци су уз помоћ топова које им је направио Немац Јерг из Нирнберга разрушили градске бедеме и успеле да заузму град и поред лавовског отпора бранилаца. Према другој, Турцима је град предао кнез Радак који је био заповедник града, пошто му је обећана велика награда, али је и он, попут Стефана Томашевића, одмах по предаји града погубљен.

## Изглед Бобовца
Бобовац се састоји од Горњег града и Доњег града са великом Донжон кулом на највишој тачки тврђаве. Доњи град је полигоналног облика и простире се на терасици која је неких 20 m нижа од Горњег града са око 40 m у дужину и 25 m у ширину.

### Краљевска гробница
Краљевска гробница односно гробна црква је једнобродна са апсидом, рађена највероватније у готском стилу. Дужина нартекса је 8 m и у њој су према апсиди смештене преграде за краљевске гробнице, док је апсида дугачка 5 m. Надгробне плоче су рађене од црвеног мермера и испод њих су сахрањени:
- Стефан Остоја
- Твртко II
- Стефан Томаш

Цела црква је живописана и поседује три звона.
Током векова је Бобовац, као место на коме су се чувале крунске драгоцености, био мета ловаца на благо. Током времена су надгробне плоче полупане и могле су се наћи широм Бобовца, а кости некадашњих владара ових крајева су испретуране у потрази за драгоценостима. Зуб времена је скоро у потпуности уништио краљевску гробницу, али велики број нађених комада малтера са деловима фресака, као и остаци фресака при дну зидова јасно сведоче о богатом живопису који је црква имала. Непосредно поред цркве пронађена су три звона која су пред најездом Турака скинута са цркве и закопана. Црква је данас реконструисана и представља маузолеј Котроманића, али у научној јавности има оних који оспоравају њену аутентичност.

### Краљевски дворац
У граду се налази дворац банова и краљева из династије Котроманића. Протеже се на три терасе:
1. На доњој се налази пространо двориште са неколико мањих зграда
2. На средњој се налази доња или велика дворска палата са предворјем
3. На горњој се налази Донжон кула са две палате и мањим двориштем.